# Кулин
Кулин је био босански бан који је владао Босном најкасније од 1180. године до око 1204. године. Према писању Мавра Орбина Кулин је наследио првог босанског бана Борића и владао 36 година, то јест могао је почети да влада 1167. и владати до 1203. или 1204. Са изузетком једног војног похода против Византије у коме је учествовао са Угарима 1183. године, Босна је његову владавину провела углавном у миру. Због његове привржености Цркви босанској, католичка црква је кроз Угарску на њега извршила притисак, па је Кулин у априлу 1203. организовао скуп на Билином Пољу где декларише своју приврженост католичкој цркви. Тако је одбацио јереси за коју га је још 1199. папи оптуживао управник Зете Вукан Немањић.
Кулин је нарочито познат по Повељи сачињеној 29. августа 1189. године, која представља уговор о трговини између Дубровника и Босне, али не спомињу се никакве границе Босне. У уговору бан Кулин допушта „Дубровчанима који ходе по моме владању тргујући” да бану не плаћају ништа, „осим што му ко од своје воље поклони”. То што се одрекао прихода од трговине, можда показује да трговина између Дубровника и пољопривредне земље Босне у то време није имала већи значај. Обећава дубровачким трговцима да ће их штитити од насиља својих „часника” и да ће им пружати помоћ. Бан Кулин оставио је у наслеђе натпис на српском језику уз ктиторску слику, или рељефни портрет. Тај натпис настао је око 1200. године када је над вратима Кулинове цркве у Мухашиновићима код Високог постављен ктиторски натпис тзв. „Плоча Кулина бана”. Натпис из Кулинове цркве представља први сачувани српски ктиторски натпис уз цркву на подручју Босне. Уз натпис налазио се и портрет Кулина, али он није сачуван. Данас се Кулинов ктиторски натпис чува у Земаљском музеју у Сарајеву.
Текст се чита овако:
Превод на савремени српски језик гласи:
Ову цркву зидао је бан Кулин када је пленио Кучевско загорје. И паде на њу пронија у Подгорју Слијепчишћа. И постави свој образ над прагом. Бог да подари бану + Кулину и баници Војслави.
Последња потврда да је бан Кулин био жив је из априла 1203. и претпоставља се да је умро убрзо после тога, то јест око 1204. године.

## Владавина
После смрти цара Манојла 1180. године се у изворима јавља Кулин Бан. Кулину је папа Теобалд послао писмо, папски легат и подђакон римске цркве, желео је да га лично види и да му преда писмо, али није могао, него је то чинио посредно у исти мах, да му пошаље две слуге и кожу од куне (pro leuerentia beati Petri apostoli et domini pape et pro salute anime vestre), писмо је било адресовано Culin magno bano Bosine, па и ако сам себе зове банъ, босънъски и банъ Коулин. Из самог се текста може утврдити да је врло вероватно и да је од раније био бан и да титуле које му се дају у писму (nobilis et potens vir), нису само ствар традиционалне учестаности.
Папа Александар III је 4. октобра 1180. године, упутио свим свештеницима Далмације и „све Склавоније” да им шаље свога посланика и заменика за те крајеве Теобалда, часног човека. Разлог томе је био што су готове оне крваве битке између сплитског надбискупа Рајнерија и племена Качића. Он је у ствари дошао због свог црквеног поседа у области Качића код Макарске, што су ови сматрали повредом својих племићких добара, па кад га нису могли уклонити без разлога, они га каменоваше у Августу 1180. године код данашње цркве св. Арнера. Заштиту су после нашли код захумског кнеза Мирослава. Мирослав је рекао да у својој области не дозвољава спровођење црквених наредба и да је убио свог архиепископа. Папа у свом непослатом писму од 7. јула 1181. године ускраћује благослов због тога и зато што није хтео да прихвати његовог посланог папиног легата, и говорећи му да врати новац надбискупов, што и није дао да се упражњене катедралне столице попуне. Због тога је Теобалд био искључен из Мирославове цркве, а папа му је рекао да не дира црквене особе, а ни цркве. Непознато је зашто писмо није послато, али је папа дан пре тога упутио Бели III мађарском краљу писмо, говорећи му да присили Мирослава на накнаду и да се потчини. Како је Кулин одговорио на Теобалдово писмо се не зна, али сигурно није исто поступао као Мирослав, због тога што се њему не упућују никакви прекори ни посредни ни непосредни.
Јуније Рести, дубровачки хроничар, наводи уговор који је склопила Дубровачка република са Стефаном Немањом и његовом браћом био од великог моралног утицаја у словенским странама и да му је одјек и Кулинов уговор, који он погрешно ставља у 1188. годину. Кулин је 29. августа 1189. потписао уговор између Дубровачке републике и Бановине Босне. Обвезао се кнезу Крвашу (Гервазију) и свим грађанима републике, да ће бити прави пријатељ „одъ сеѢ и до вѢка”, да слободно пушта дубровачке трговце „по моемоу владанию”, без икаквог данка „разъвѢ що ми къто да своиовъ воловъ поклонъ” и да ће им у свему ићи на руку. Заклео се потом на „свето еванђеље”.
Према повељи историчар В. Клајић закључује да је Кулин био тада „посве независни бан”, хришћанске вере и по својој прилици католичке, пошто броји године од рођења Христовог. То што он датира повеље од рођена Исуса Христа не значи да је био католичке вере, то је само утицај западне дипломатије, која је у Босну дошла преко Дубровника и Далмације, и који се изразио само у тој особини. Такође то закључавање се чини неисправно, јер то што он даје слободу дубровачким трговцима и што им је обећао слободу не указује на то да је он био Католик. Такође и Андрија, захумски кнез, се исто клао Дубровчанима и њиховом кнезу Жан Дандолу, да ће са њима мир, „како су и мои старѢ имали с вашими старѢишими 8 стары законь”, и да им је „отворена земла моѢ”, па чак и ако је знао зависност српског краља, према томе се може рећи да је био „недовисан”. Дана 22. маја 1254. године се клео Дубровчанима и захумски жупан Радослав, савез и вечни мир против краља Уроша „до колѣ вашь градь Дꙋбровьникь ꙋ рать стои (сь) кралемь ꙋрошемь и сь єговѣмн лꙋдьми” и обећао је заштиту трговине, чак и ако сам каже „вѣрьнь клетьвеникь господинꙋ кралꙋ ꙋгьрьскомꙋ”. Такође се зна да је Дубровник у то време био независан, па и пак прима уговоре и заклиње се његовом кнезу. То су ситнији уговори унутрашње природе, којих ретко има чак код појединих градских општина (нпр. код Сплита и Трогира), у оквиру извесних аутономија. Према овоме, могуће је да Кулин није владао потпуно слободно.
Знајући сумњивост у свом суседству, и у погледу државноправном, као и у политичком, Вукан, син Стефана Немање, зетски господар, у свом писму 1199. године изричито каже да је Босна terra regis Ungarie и да мађарски краљ има да уводи ред у њој. Вукан наглашава краља да мора да истреби јеретике a regno suo. Могло би се рећи да је Вукан хтео да Мађари нападну Кулина. Видимо да је мађарски краљ имао право над Босном и да се меша у босанске ствари, чак је то и Кулин признао. Када су завршили послове са њим папски легат је отишао мађарском краљу, да тај одговор утврди, а Кулинов син у име оца, прима обавезе пред лицем краља мађарске и пристаје, да пола глобе плати њему, ако прекрши утаначење. Кулинов одношај са Мађарима и те како није нов. И његов претходних бан Борић, фигурисао је као principibus regni, ма колико иначе била његова унутрашња аутономија. Тако да се може закључити да је Кулин био зависан од мађарског краља све до његове смрти.
Још 1187. године дајући надбискупу Дубровника плашт и потврђујући му права цркве, папа Климент III као њему подложну дијецезу „државу Србије која је Босна”. Због политичких намера Бела III, мађарски краљ у надбискупији у Сплиту стави свог човека, Мађара, Петра, који је утицао на римску курију, да му при одређивању надбискупије 1192. године, дода и „босанску епископију”, која је дотле била под јурисдикцијом дубровачког надбискупа. Него постоји једна недоумица око тога. 4. маја 1195. године судило се у Дубровнику између дубровачког надбискупа и надбискупа Бернарда и његове свећенства ради распе, која је настала због тога, јер је требало да се реши ко ће да иде по оно епископе, који треба да посвете с дубровачким надбискупом новог изабраног босанског бискупа, qui ad consecrandum venerit. То води ка томе да је можда пренебрегнута папина одредба од пре три године. То је сасвим могуће имајући пример код Мирославовог понашања мало пре тога, али је заиста значајно, зашто против тог акта не устаје сплитски надбискуп. Он од папе добија једну мисију касније за Босну као компетентан сусед и искусан човек (te frater archiepiscope qui tarn vicinitate locorum quam rerum experientia), да би испитао стање јеретика, али се то у писму не истиче, да је њему дужност да испита то стање своје дијецезе. Кулин се не обраћа папи само преко Бернарда, него чак и преко дубровачког подђакона Марина у исто време. Што је још занимљивије, Бернард се помиње као извршилац папине мисије, него поверени посао извршава сам папин легат Иван де Каземарие, а присутан је ипак дубровачки архиђакон Марин. То може да значи да подела није била потпуно проведена, и да је стара традиција везе са Дубровником била још увек толика јака и да се није дала лако претргнути. И то чак у време, када дубровачки надбискуп не води ни мало обзира о својој дијацези и за четири године не улази у њу, занемаривши је толико, да чак и папа осуђује и дозвољава дубровачком каптолу, да бирају другог надбискупа. Изгледа да је разлог у томе што сплитски надбискуп Бернард није имао личног угледа, зато је мађарски краљ затражио од Сплићана да покажу своју лојалност. 1207. године мађарски краљ Андрија потврђује сплитској надбискупији сва права и поседе наводи међу њеним подручним дијецезама и босанку. Али папино писмо 12. марта 1222. године упућује на то да Дубровчани морају да бирају надбискупа, који ће помоћи против херезије у Босни. Исти папа Хонорије III три године касније потврђује Угрину, надбискупу калочком, оне области које му је даровао краљ Андрија, Босну, Соли и Усору, да истреби јерес, а даровница гласи: tibi et ecclesie tue per te salvo iure regio in redditibus et rationibus consuetis. Истог дана му је послата да рашчисти верске одношаје у тој области. Две године после, 1227. Гргур IX потврђујући надбискупију дубровачкој буле својих претходника, не изоставља Seruilie quod est Bosna.
Ћоровић је мислио да се овде ради о две епископије, једна на северу са Усором и Соли, друга централна, босанска, која се спомиње од 1067. године. Јер 1187. се први пут јавља regnum Servilie quod est Bosna и само се та, са том карактеристичном ознаком, додељује Дубровнику.
Из тога се види да су мађарски краљеви имали политички утицај на Босну и на њену цркву. Сплитски покушај није имао успеха па се самим тим акциони центар преместио у центар Мађарске. Тиме је постала чвршћа и политичка веза, јер су дати услови за деловање потпуно у духу мађарске државе.